# 최용덕 (1958년)
최용덕(崔容德, 1958년 6월 1일 ~ )은 대한민국의 정치인이다. 제19대 경기도 동두천시장이다. 

## 경력
- 2012 경기도 동두천시청 시정팀장
- 경기도 동두천시 소요동장
- 최용덕 행정사 대표
- 전국행정사협회 부회장
- 더불어민주당 경기도당 동두천시/연천군 지역위원회 위원장
- 2018.07 ~ 2022.06 : 제19대 민선 7기 경기도 동두천시장(초선)
- 2022.10 ~ : 더불어민주당 경기도당 대변인

## 학력
- 생연초등학교
- 동두천중학교
- 동두천고등학교

## 역대 선거 결과
|  | 51.08% |

|  | 43.01% |

| 전임 오세창 | 제19대 경기도 동두천시장(민선) 2018년 7월 1일 ~ 2022년 6월 30일 | 후임 박형덕 |